# 涅里察河
涅里察河是俄羅斯的河流，屬於伯朝拉河的左支流，由科密共和國負責管轄，河道全長203公里，流域面積3,140平方公里，河水主要來自融雪，每年十月至翌年五月結冰。